# 梅德韦季茨基
梅德韦季茨基（羅馬化：Medveditskiy）是俄罗斯伏尔加格勒州的市级镇，属日尔诺夫斯克区，在顿河支流梅德韦季察河流域内，位于区行政中心日尔诺夫斯克南方、州府伏尔加格勒北方。
该地2021年人口有1,015人；2010年人口1,298；2002年人口1,472；1989年人口1,451。